# اوا کوزیک-فلورچاک
اِوا کوزیک-فلورچاک (لهستانی: Ewa Kuzyk-Florczak؛ زادهٔ ۱ مه ۱۹۴۹) بازیگر اهل لهستان است.
وی دانش‌آموختهٔ آکادمی ملی هنرهای نمایشی الکساندر زلوروویچ در ورشو است و بابت فعالیت‌های هنری‌اش در سال ۱۹۸۱ برندهٔ صلیب لیاقت شد.
از فیلم‌ها یا مجموعه‌های تلویزیونی که وی در آن‌ها نقش داشته است، می‌توان به اجاره‌نشین‌ها، صفر-هفت، به‌گوشم، رنگ‌های خوشبختی، در خوشی و سختی، قانون حقیقی، نامه به بابا نوئل، ماگدا ام.، کارآگاهان جنایی و طایفه اشاره نمود.